# Ortopedteknik
Ortopedteknik är den bransch som skapar ortopedtekniska hjälpmedel och tillhandahåller ortopedteknisk service. Den ortopedtekniska branschen i Sverige består av både privatägda företag och offentliga verksamheter. I de Regioner där ortopedtekniska enheter drivs av privata företag sker detta genom Offentlig upphandling. I Sverige finns ungefär 50 ortopedtekniska enheter och förutom dessa består även branschen av flera leverantörsföretag som levererar produkter eller material till ortopedtekniska enheter. Leverantörsföretagen är också produktspecialister och hjälper ofta till med utprovning av specifika ortopedtekniska lösningar. 2022 hade de ortopedtekniska avdelningarna över 400 000 patientbesök där samtliga besök ämnar till att öka livskvalitén och åter ge rörlighet till brukaren.
Ortopedtekniska hjälpmedel delas ofta in i tre olika kategorier Protes, Ortos samt Skor/inlägg.

## Yrkeskategorier
På en ortopedteknisk avdelning arbetar flera yrkeskategorier. Den största kategorin är Ortopedingenjörerna som kombinerar arbete med människan, teknik och problemlösning. I nära samarbete med brukaren bedömer, analyserar och designar denne de ortopedtekniska hjälpmedlen. Ortopedingenjörerna samarbetar tätt ihop med ortopedtekniker som främst arbetar praktiskt med utformning och tillverkning av hjälpmedel för att säkerställa funktion och tilltalande utseende. På en ortopedteknisk avdelning kan man även hitta specialister på skor och fotbäddar, dessa är ofta ortopedskotekniker eller Fotortister. Övriga yrkeskategorier som arbetar med ortopedtekniska hjälpmedel är t.ex. Sadelmakare och sytekniker.

## Yrkesföreningar och organisationer
I Sverige verkar det ortopedtekniska branschrådet (OTB), som gemensam förening för branschens verksamheter och leverantörer. OTB representerar ca 50 ortopedtekniska enheter, både privata och offentligt drivna, dessutom ingår ett 20-tal leverantörsföretag i branschföreningen. Medlemmarna i OTB står för mer än 90% av de ortopedtekniska insatser som görs i Sverige. OTB arbetar för att lyfta diskussionen om ortopedteknikens viktiga roll inom hälsovården.
Förutom OTB finns inom ortopedtekniken även intresseorganisationer och föreningar där de största är Sveriges ortopedingenjörers förening (SOIF), svensk ortopedteknisk förening ( SOTF) samt The International Society for Prosthetics and Orthotics (ISPO)

## Framtid
Svensk ortopedteknik har legat i teknisk framkant under många år. Det avser både tillämpningen av material och metoder. Som exempel kan nämnas användningen av kolfiber i ortoskonstruktioner, användningen av silicon i både ortos och proteslösningar, tidig protesrehabilitering, fastsättning av proteser med skelettförankring och direkt protesförsörjning som avsevärt kortar tiden för protesutprovning.Tillämpning av nya tekniker så som användning av CAD/CAM har brett ut sig inom branschen där även applicering av 3D-printing vid tillverkning av ortoser och modeller växer. Forskning görs på användandet av Artificiell intelligens för att hjälpa proteser att förutspå händelser och på så sätt förenkla brukarens vardag . I forskningsstadiet används även AI för att ta fram nya sätt att få handproteser att utföra mer avancerade och precisa rörelser

## Världsomspännande
Världshälsoorganisationen tillsammans med ISPO och United States Agency for International Development (USAID) publicerade 2017 en tidskrift med målet att säkerställa patientcentrerad ortopedteknisk vård runt om i världen och för att underlätta för länder att integrera ortopedteknisk vård i övriga sjukvården .
2022 hölls för första gången internationella ortopedteknikens dag 5 november på initiativ av ISPO för att lyfta behovet av ortopedteknik världen över. Idag är det ca 0,5 % av jordens befolkning som är i behov av ortopedtekniska hjälpmedel och rehabilitering. På grund av äldre befolkning och ökning av kroniska sjukdomar så som Diabetes beräknas det i mitten av seklet vara närmare 1% som är i samma behov. Ett annat problem världen över för brukare är att ortopedtekniska hjälpmedel inte finns tillgängligt för alla. Enligt WHO:s "The Global report on assistive technology" från 2022 är det i vissa länder enbart 3% av de som är i behov av hjälpmedel som får behovet uppfyllt. Detta trots att många länder skrivit på FN:s The Convention on the Rights of Persons with Disabilities (CRPD)